# Прозорова Анастасія Едуардівна
Анастасі́я Едуа́рдівнна Прозо́рова (нар. 27 серпня 2001) — українська бадмінтоністка, майстер спорту України міжнародного класу, гравчиня Національної збірної України. 2018 року стала володаркою першої олімпійської нагороди в історії українського бадмінтону — здобула срібло Юнацьких Олімпійських ігор у змаганнях змішаних команд.

## Загальні відомості
Вихованка Харківського професійного коледжу спортивного профілю (відділення бадмінтону). Студентка НТУ «ХПІ».
Її першими тренерами були Анна Кобцева та Євген Почтарьов.
Тренується під керівництвом заслуженого тренера України Геннадія Махновського.

## Досягнення
- 2017 — На міжнародному юнацькому турнірі у Словаччині разом з Валерією Рудаковою виборола золоті медалі в парній категорії.
- 2018 — чемпіонка України серед юніорів (парна та змішана парна категорії)
- 2018 — на Чемпіонаті Європи серед юніорів в Таллінні у парі з Валерією Рудаковою посіла 3-е місце
- 2018 року в 17-річному віці в Буенос-Айресі на ІІІ літніх Юнацьких Олімпійських іграх здобула «срібло» у змаганнях змішаних команд.[13]
- 2020 — переможниця Кубку України в парі з Валерією Рудаковою.[14]